# Teletrece
Teletrece ou simplement T13, est l'émission d'information principale de la chaîne de télévision chilienne Canal 13, et diffusé chaque soir à 21 heures depuis le 1er mars, 1970.

## Présentateurs

### En semaine
- Constanza Santa Maria (2005-2007; 2010-2012; 2014-)[2].
- Ramón Ulloa (2011-)[3].

### Le week-end et spéciales
- Iván Valenzuela (2009-2012; 2014-).
- Antonio Quinteros (2010-).
- Carolina Urrejola (2010-).
- Paulo Ramírez (2010-).
- Cristina González (2013-).
- Álvaro Paci (2013-).
- Alfonso Concha (2014-).

## Ancien présentateur
- Pepe Abad (1970-1972).
- Guillermo Parada (1972-1975).
- Julio López Blanco (1975).
- Alfonso Pérez (1975).
- Francisco Hernández (1975).
- César Antonio Santis (1975-1988).
- Javier Miranda (1976-1987; 1988-1999).
- Augusto Gatica (1988-1990; 1988-1989).
- Jorge Díaz Saenger (1990-1992; 1995-2002).
- Eduardo Riveros (1995-1999; 2001-2009).
- Carolina Jiménez (1999-2002).
- Silvia Carrasco (1999-2001).
- Rodolfo Paredes (1999-2000).
- Mauricio Hofmann (2001-2009; 2013-2014).
- Soledad Onetto (2009-2011).
- Montserrat Álvarez (2011-2014).
- Macarena Puigrredón (2009-2010).
- Marlén Eguiguren (2013-2014).